# Motorola MPx200
Motorola MPx200 är en av de första sk. "Smartphones" (från engelskans smart som betyder intelligent och phone som betyder telefon). Apparaten är en blandning av mobiltelefon och handdator. Telefonen drivs av Microsoft Windows Mobile som är en specialgjord version av Windows för telefoner. Telefonen kan använda program för PocketPC som är ett operativsystem för handdatorer.
Telefonen introducerades i Sverige år 2004.